# Misbah Khan
Misbah Khan (née le 4 décembre 1989 à Karachi, Pakistan) est une femme politique allemande Alliance 90 / Les Verts. Elle est membre du Bundestag depuis les élections fédérales de 2021 et présidente des Verts du Land de Rhénanie-Palatinat depuis novembre 2019.